# لوكاس فلم
لوكاس فيلم (بالإنجليزية: Lucasfilm) هي شركة أمريكية تقوم بإنتاج الأفلام وبرامج التلفاز، تأسست سنة 1971 بواسطة المخرج جورج لوكاس. يقع مقرها في سان فرانسيسكو (كاليفورنيا). معروفة بصنع سلسلة حرب النجوم وسلسلة إنديانا جونز. في سنة 2012 استحوذت شركة والت ديزني عليها بقيمة تقدر بـ 4 مليارات دولار.

## تاريخ

### الحقبة المستقلة (1971-2012)
أسس المخرج جورج لوكاس لوكاس فيلم في عام 1971 وتأسست كشركة محدودة باسم لوكاس فيلم شركة محدودة في 12 سبتمبر 1977. في منتصف السبعينيات، كانت مكاتب الشركة تقع في يونيفرسال ستوديوز لوط ‏. أسس لوكاس شركة مؤسسة حرب النجوم كشركة فرعية للتحكم في الجوانب القانونية والمالية المختلفة لفيلم حرب النجوم (1977)، بما في ذلك حقوق النشر والتكملة وحقوق الترويج. كما أنتجت عام 1978 Star Wars Holiday Special لـ 20th Century Fox Television . في ذلك العام، عيّن لوكاس متخصص العقارات المقيم في لوس أنجلوس تشارلز ويبر لإدارة الشركة، وأخبره أنه يمكنه الاحتفاظ بالوظيفة طالما أنه يكسب المال. أراد لوكاس أن يكون تركيز الشركة على إنتاج أفلام مستقلة، لكن الشركة توسعت تدريجياً من خمسة موظفين إلى ما يقرب من 100 موظف مما أدى إلى زيادة في الإدارة الوسطى وتكاليف التشغيل. في عام 1980، بعد أن طلب ويبر من لوكاس خمسين مليون دولار للاستثمار في شركات أخرى واقترح عليهم بيع Skywalker Ranch للقيام بذلك، طرد لوكاس ويبر واضطر إلى ترك نصف موظفي لوس أنجلوس يذهبون. بحلول نفس العام، تم إيقاف الشركة التابعة للشركة وتم استيعاب أعمالها في الأقسام المختلفة لشركة لوكاس فيلم.
بين عامي 1981 و 1989، تم إصدار ثلاثة أفلام من إنديانا جونز، كتبها لوكاس وأخرجها ستيفن سبيلبرغ . أثناء إنتاج فيلم عودة الجيداي (1983)، قرر لوكاس عدم متابعة أفلام حرب النجوم. غير راضٍ عن العرض السينمائي لـ عودة الجيداي، أنشأ شركة THX، التي تم كشف النقاب عنها في 20 مايو 1983. أنتجت Lucasfilm فيلم الرسوم المتحركة الذي أخرجه جون كورتي مرتين في كل مرة (1983). شهد عام 1985 إطلاق فيلم " ميشيما: حياة في أربعة فصول" لبول شريدر. في العام التالي، تم إصدار متاهة جيم هينسون وتكييف هوارد البطة من مارفل كومكس. أخرج رون هوارد الفيلم الخيالي الصفصاف عام 1988 (كتبه لوكاس)؛ في نفس العام تم إصدار فيلم الرسوم المتحركة للأطفال الأرض قبل الزمن. في عام 1992، بعد مشاهدة اختبار صور تم إنشاؤه بواسطة الكمبيوتر مبكرًا تم إنشاؤه بواسطة إندستريال لايت آند ماجيك لـ الحديقة الجوراسية، أعلن لوكاس عن نيته في إنتاج Star Wars Prequel Trilogy. في عام 1994، تم إطلاق سراح Radioland Murders (التي كتبها لوكاس) التي طال انتظارها. في عام 1995، بدأ لوكاس الإنتاج في ثلاثية برقول. استغرقت الثلاثية 10 سنوات، وانتهت بإصدار النسخة الثالثة من سلسلة حرب النجوم: الحلقة الثالثة - انتقام السيث في عام 2005. بالإضافة إلى الإصدارات السابقة، أصدر لوكاس الإصدارات الخاصة لـ ثلاثية حرب النجوم الأصلية في 1997 و 2004 و 2011 لـ VHS وDVD وBlu-ray .
في عام 1987، قررت الشركة، التي كانت تتوسع في ذلك الوقت من ثلاثة إلى خمسة أفلام سنويًا بمفردها، زيادة إتاحة مرافق الإنتاج في شمال كاليفورنيا لصانعي الأفلام الآخرين. في عام 1989، أطلقت لوكاس فيلم شركة فرعية جديدة Lucasfilm Entertainment Group (لاحقًا شركة لوكاس آرتز Entertainment Company) من أجل دمج جميع الوحدات الأربع، وهي إندستريال لايت آند ماجيك و Lucasfilm Commercial Productions و لوكاس فيلم غيمز وSprocket Systems .
في عام 2005، افتتحت لوكاس فيلم استوديوًا جديدًا في سنغافورة. في نفس العام، بدأ لوكاس فيلم للرسوم المتحركة إنتاج مسلسل تلفزيوني ثلاثي الأبعاد لحرب النجوم بعنوان النجوم: حرب المستنسخين، مع أعضاء فريق الإنتاج الرئيسيين بما في ذلك المنتج التنفيذي كاثرين ويندر، والمدير المشرف ديف فيلوني، ورئيس Lucasfilm Animation Singapore كريس كوبش، وهنري جيلروي . تم الإنتاج الأولي في استوديو Lucasfilm Animation في سنغافورة. تم بثه على كرتون نتورك بين عامي 2008 و 2013، وقد حظي The Clone Wars بترحيب كبير من قبل المعجبين وتم ترشيحه للعديد من جوائز الأفلام بما في ذلك جوائز داي تايم إيمي وآني .
في يناير 2012، أعلن لوكاس تقاعده من إنتاج أفلام ضخمة، وبدلاً من ذلك أعاد تركيز مسيرته المهنية على ميزات أصغر وميزانيات مستقلة. في يونيو 2012، تم الإعلان عن تعيين كاثلين كينيدي، المتعاون طويل الأمد مع ستيفن سبيلبرغ ومنتج أفلام إنديانا جونز، كرئيس مشارك لشركة لوكاس فيلم شركة محدودة. تم الإبلاغ عن أن كينيدي ستعمل جنبًا إلى جنب مع لوكاس، الذي سيظل الرئيس التنفيذي ويعمل كرئيس مشارك لمدة عام على الأقل، وبعد ذلك ستخلفه كرئيسة للشركة، وهو ما فعلته في يونيو 2013.
في 8 يوليو 2012، انتقلت وحدات تسويق لوكاس فيلم عبر الإنترنت ووحدات الترخيص إلى مركز ليترمان الجديد للفنون الرقمية الموجود في بريسيديو في سان فرانسيسكو. تشترك في المجمع مع إندستريال لايت آند ماجيك. كان لوكاس فيلم قد خطط للتوسع في Skywalker Ranch في مقاطعة مارين، كاليفورنيا، لكنه أوقف الخطة في عام 2012 بسبب معارضة الجيران. ومع ذلك، لا تزال تخطط للتوسع في مكان آخر. يظل Skywalker Sound هو قسم لوكاس فيلم الوحيد الذي يقع مقره في Skywalker Ranch.
في 5 سبتمبر 2012، أعلنت ميشلين تشاو، التي شغلت منصب الرئيس ومدير العمليات في لوكاس فيلم لمدة عقدين، أنها ستتقاعد. مع رحيلها، كان كبار المسؤولين التنفيذيين لكل قسم من أقسام لوكاس فيلم يقدمون تقاريرهم مباشرة إلى كاثلين كينيدي. يُنسب إلى تشاو الحفاظ على علامتي لوكاس فيلم وحرب النجوم قوية، لا سيما من خلال العروض العرضية للرسوم المتحركة ومبادرات الترخيص.

### شركة تابعة لاستوديوهات والت ديزني (2012 إلى الوقت الحاضر)

#### عملية الاستحواذ
بدأت المناقشات المتعلقة بإمكانية قيام شركة والت ديزني بتوقيع صفقة توزيع مع لوكاس فيلم رسميًا في مايو 2011، بعد اجتماع عقده جورج لوكاس مع الرئيس التنفيذي لشركة ديزني آنذاك بوب إيجر أثناء افتتاح Star Tours - The Adventures استمرار الجذب. أخبر لوكاس إيجر أنه يفكر في التقاعد وخطط لبيع الشركة، بالإضافة إلى امتيازات حرب النجوم وإنديانا جونز. في 30 أكتوبر 2012، أعلنت ديزني عن صفقة لشراء لوكاس فيلم مقابل 4.05 مليار دولار، مع ما يقرب من النصف نقدًا والنصف الآخر في أسهم ديزني. تعاون لوكاس فيلم سابقًا مع قسم Walt Disney Imagineering التابع للشركة لإنشاء مناطق جذب ترفيهية تتمحور حول حرب النجوم و إنديانا جونز للعديد من متنزهات ديزني في جميع أنحاء العالم.
أصبحت كاثلين كينيدي، الرئيس المشارك لشركة لوكاس فيلم، رئيسة شركة لوكاس فيلم، وقدمت تقاريرها إلى رئيس ستوديوهات والت ديزني آلان هورن. بالإضافة إلى ذلك، فهي تعمل كمديرة للعلامة التجارية لـ حرب النجوم، وتعمل مباشرة مع خطوط أعمال ديزني العالمية لبناء، ودمج، وتعظيم قيمة هذا الامتياز العالمي. يعمل كينيدي كمنتج لأفلام حرب النجوم الجديدة، حيث تم الإعلان عن جورج لوكاس في الأصل كمستشار إبداعي. كما أعلنت الشركة عن الإصدار المستقبلي لأفلام حرب النجوم الجديدة، بدءًا من حرب النجوم: القوة تنهض في عام 2015.
بموجب الاتفاقية، استحوذت ديزني على ملكية شركات حرب النجوم و إنديانا جونز و لوكاس فيلم العاملة في إنتاج أفلام الحركة الحية والمنتجات الاستهلاكية وألعاب الفيديو والرسوم المتحركة والمؤثرات المرئية والإنتاج الصوتي. استحوذت ديزني أيضًا على محفظة لوكاس فيلم لتقنيات الترفيه. كان القصد من موظفي لوكاس فيلم البقاء في مواقعهم الحالية. ستبدأ تجارة حرب النجوم تحت إشراف ديزني في السنة المالية 2014. بدءًا من متمردو حرب النجوم، سيتم وضع علامة تجارية مشتركة لبعض المنتجات مع اسم ديزني، على غرار ما فعلته حرب النجوم مع بيكسار. في 4 ديسمبر 2012، تمت الموافقة على اندماج ديزني ولوكاس فيلم من قبل لجنة التجارة الفيدرالية، مما سمح بإتمام عملية الاستحواذ دون التعامل مع مشاكل مكافحة الاحتكار. في 18 ديسمبر 2012، تحولت شركة لوكاس فيلم المحدودة من شركة إلى شركة ذات مسؤولية محدودة، غيرت اسمها إلى لوكاس فيلم شركة ذات مسؤولية محدودة في هذه العملية. في 21 ديسمبر 2012، أكملت ديزني عملية الاستحواذ وأصبحت لوكاس فيلم شركة فرعية مملوكة بالكامل لشركة ديزني.
احتفظت شركة 20th Century Fox، الموزع الأصلي لأفلام حرب النجوم الستة الأولى، بحقوق التوزيع المادية والمسرحية لثلاثيات حرب النجوم الأصلية وحقوق التوزيع الكاملة الدائمة لفيلم 1977 الأصلي، حتى مايو 2020 وفقًا لاتفاق استحواذ فيلم لعام 2012 . في 20 مارس 2019، استحوذت ديزني رسميًا على الاستوديو بعد الاستحواذ على مالكها، 21st Century Fox، وبذلك جمعت كل هذه الحقوق تحت مظلتها. تحتفظ لوكاس فيلم بحقوق التوزيع التلفزيوني والرقمي لحلقات حرب النجوم من الأول إلى السادس باستثناء الحلقة الرابعة . في ديسمبر 2013، اشترت والت ديزني ستوديوز حقوق التوزيع والتسويق لأفلام إنديانا جونز المستقبلية من باراماونت بيكتشرز، على الرغم من أن الاستوديو الأخير سيحتفظ بحقوق التوزيع للأفلام الأربعة الأولى وسيحصل على "مشاركة مالية" من أي أفلام إضافية.

### عصر كاثلين كينيدي ، 2012 حتى الآن
في أوائل عام 2013، أكد إيغر أن لوكاس فيلم خطط لإصدار أفلام مستقلة من حرب النجوم خلال فترة الست سنوات، تم إصدار الثلاثية المكملة . أولها كان روج ون (2016)،  والثاني كان سولو: قصة من حرب النجوم (2018).
في أبريل 2013، تم إغلاق ذراع تطوير ألعاب الفيديو في لوكاس آرتز وتم تسريح معظم موظفيها. ظلت لوكاس آرتز مفتوحة مع فريق عمل مكون من أقل من عشرة موظفين حتى تتمكن من الاحتفاظ بوظيفتها كمرخص لألعاب الفيديو. في 6 مايو 2013، أعلنت ديزني عن صفقة حصرية مع إلكترونيك آرتس (إي إيه) لإنتاج ألعاب حرب النجوم لسوق الألعاب الأساسية لمدة عقد من الزمن. احتفظ لوكاس آرتز بالقدرة على الترخيص، واحتفظت ديزني إنترأكتيف ستوديوز بالقدرة على تطوير ألعاب حرب النجوم لسوق الألعاب غير الرسمية. في 14 أبريل 2014، أصدرت إي إيه أول لعبة لسلسلة حرب النجوم تحت العلامة التجارية ديزني على أن تنتهي صلاحية عقدها لمدة عشر سنوات في 14 أبريل 2024.
في 3 يناير 2014، أعلنت لوكاس فيلم أن رخصة دارك هورس كومكس Star Wars ستنتهي في عام 2015، وستعود إلى شركة مارفل كومكس التابعة لشركة ديزني. في 24 أبريل 2014، أعلنت لوكاس فيلم أن Star Wars Expanded Universe ستتم إعادة تسميتها باسم `` Legends > ولم تعد Canon، وأن أفلام لوكاس العرضية فقط و The Clone Wars ستُعتبر شريعة بالإضافة إلى الأعمال الجديدة، بما في ذلك الرسوم المتحركة المتمردون التي ستشرف عليها مجموعة قصصية جديدة. أعلنت Disney Publishing Worldwide أيضًا أن Del Rey ستنشر سطرًا جديدًا من كتب حرب النجوم الكنسية تحت مجموعة قصص لوكاس فيلم التي يتم إصدارها بدءًا من سبتمبر وفقًا لجدول نصف شهري.
في 16 يناير 2014، افتتح Lucasfilm مبنى Sandcrawler في Fusionopolis View في سنغافورة كمقر إقليمي له مع انتقال جميع الموظفين من Changi Business Park . كما تم نقل شركة والت ديزني جنوب شرق آسيا و ESPN Asia Pacific إلى المبنى. بين ديسمبر 2015 ومايو 2018، أصدرت لوكاس فيلم أربعة أفلام سينمائية من حرب النجوم: النجوم: القوة تنهض (18 ديسمبر 2015)،  روج ون: قصة من حرب النجوم (10 ديسمبر 2016)،  الحلقة الثامنة: الجيداي الأخير (9 ديسمبر 2017)،  و سولو: قصة من حرب النجوم (10 مايو 2018). بينما كان كل من القوة تنهض وروج ون والجيداي الأخير نجاحات كبيرة في شباك التذاكر أما سولوفتلقى ردودًا متباينة وكان أداؤه ضعيفًا في شباك التذاكر.
في أبريل 2017، حصلت IDW Publishing على ترخيص لإنتاج مجموعة من أفلام حرب النجوم المصورة من جميع الأعمار، بدءًا من Star Wars Adventures .
في منتصف سبتمبر 2018، صرح الرئيس التنفيذي لشركة ديزني بوب إيجر في مقابلة مع هوليوود ريبورتر أنه سيكون هناك "تباطؤ" في إنتاج أفلام حرب النجوم بعد الأداء الضعيف لـ سولو في شباك التذاكر. بالإضافة إلى ذلك، أكد إيغر أيضًا أن العديد من أفلام حرب النجوم قيد التطوير بما في ذلك حرب النجوم الجزء التاسع: ذا رايز أوف سكايووكر و David Benioff وDB Weiss. خرج Benioff و Weiss لاحقًا من صفقة إنتاج الأفلام مع لوكاس فيلم في أكتوبر 2019 بعد الدخول في 200 دولار أمريكي مليون صفقة إنتاج فيلم مع نتفليكس .
في أواخر سبتمبر 2018، تم تجديد عقد كينيدي كرئيس لمدة ثلاث سنوات إضافية ومن المقرر أن يتقاعد في 30 أكتوبر 2021. في يونيو 2019، تم تعيين ميشيل رجوان كنائب أول للرئيس لتطوير وإنتاج الحركة الحية. في 20 ديسمبر 2019، أصدر لوكاس فيلم فيلمه السينمائي الخامس The Rise of Skywalker، والذي اختتم The Skywalker Saga وتلقى استقبالًا متباينًا من المعجبين والنقاد.
بالإضافة إلى الأفلام السينمائية، أنتج Lucasfilm Animation أيضًا العديد من البرامج التلفزيونية المتحركة بما في ذلك متمردو حرب النجوم (2014-2018)، Star Wars Force of Destiny (2017-2018)،  و Star Wars Resistance (2018-2020) ). في أكتوبر 2018، بدأت لوكاس فيلم العمل على سلسلة بث مباشر تسمى الماندلوري مع جون فافرو وديف فيلوني وكاثلين كينيدي وكولين ويلسون كمنتجين تنفيذيين. العرض الأول على خدمة البث المباشر ديزني+ في 12 نوفمبر 2019،  تلقى المسلسل إشادة من النقاد وتم تجديده لموسم ثانٍ.
في أواخر فبراير 2020، أطلق لوكاس فيلم مشروعًا لنشر الوسائط المتعددة يسمى Star Wars: The High Republic، والذي عُيَّن قبل 200 عام من أحداث حرب النجوم: تهديد الشبح ويتميز بجدي في ذروة قوتهم. تضمنت The High Republic العديد من المؤلفين بما في ذلك كلوديا جراي وجوستينا أيرلندا ودانييل خوسيه أولدير وكافان سكوت وتشارلز سول.

## وصلات خارجية
- مقالات تستعمل روابط فنية بلا صلة مع ويكي بيانات

- الموقع الرسمي
- Lucasfilm at Wikia